# Pinsà rosat dorsivermell
El pinsà rosat dorsivermell (Carpodacus rhodochlamys) és una espècie d'ocell de la família dels fringíl·lids (Fringillidae).

## Descripció
- Pinsà de bona grandària, amb 18 cm de llarg. Bec color de banya i potes marrons.
- Mascle amb color general rosa, amb un to més marró-vermell al dors i ratlles longitudinals més fosques.
- Femella gris marró amb ratlles verticals fosques.

## Hàbitat i distribució
Habita matolls de muntanya de l'Àsia central, al sud-oest de Sibèria, est del Kazakhstan, Tadjikistan, oest i nord de Mongòlia i oest de la Xina.